# Zyprischer Fußballpokal 2009/10
Der Zyprische Fußballpokal 2009/10 war die 68. Austragung des zyprischen Pokalwettbewerbs. Er wurde vom zyprischen Fußballverband ausgetragen. Das Finale fand am 15. Mai 2010 im GSZ-Stadion von Larnaka statt.
Pokalsieger wurde Apollon Limassol. Das Team setzte sich im Finale gegen APOEL Nikosia durch. Apollon qualifizierte sich durch den Sieg für die Play-off-Runde der UEFA Europa League 2010/11.

## Modus
Alle Begegnungen, außer dem Finale, wurden in Hin- und Rückspiel ausgetragen. Bei Torgleichheit entschied zunächst die Anzahl der auswärts erzielten Tore, danach eine Verlängerung von zweimal 15 Minuten und falls erforderlich ein Elfmeterschießen.

## Teilnehmer
Es nahmen nur die Mannschaften der ersten beiden Ligen teil.
| First Division (14) | First Division (14) | Second Division (14) | Second Division (14) |
| --- | --- | --- | --- |
| - AEL Limassol - AE Paphos - Anorthosis Famagusta - APOEL Nikosia - Apollon Limassol - APOP Kinyras Peyias - APEP Pitsilia | - Aris Limassol - Doxa Katokopia - Enosis Neon Paralimni - Ermis Aradippou - Ethnikos Achnas - Nea Salamis Famagusta - Omonia Nikosia | - AEK Larnaka - Akritas Chlorakas - Alki Larnaka - AO Agia Napa - ASIL Lysi - Atromitos Yeroskipou - Digenis Akritas Morphou | - Frenaros FC 2000 - MEAP Nisou - Olympiakos Nikosia - Omonia Aradippou - Onisilos Sotira - Othellos Athienou - PAEEK Kyrenia |

## 1. Runde
In dieser Runde traten alle 14 Teams der Second Division und 10 Teams der First Division an. Die Erstligisten spielten zuerst auswärts.
|                         | Gesamt    |                       | Hinspiel | Rückspiel |
| ----------------------- | --------- | --------------------- | -------- | --------- |
| Othellos Athienou       | 1:8       | Anorthosis Famagusta  | 0:3      | 1:5       |
| Digenis Akritas Morphou | 1:2       | Nea Salamis Famagusta | 1:1      | 0:1       |
| Olympiakos Nikosia      | 2:8       | Omonia Nikosia        | 1:3      | 1:5       |
| Omonia Aradippou        | 1:7       | AE Paphos             | 1:0      | 0:7       |
| ASIL Lysi               | 2:4       | APEP Pitsilia         | 0:3      | 2:1       |
| MEAP Nisou              | 1:2       | Doxa Katokopia        | 0:2      | 1:0       |
| Alki Larnaka            | (a)1:1(a) | Ethnikos Achnas       | 1:1      | 0:0       |
| Akritas Chlorakas       | 0:3       | Enosis Neon Paralimni | 0:0      | 0:3       |
| AO Agia Napa            | 2:0       | PAEEK Kyrenia         | 2:0      | 0:0       |
| Frenaros FC 2000        | 2:5       | AEK Larnaka           | 2:2      | 0:3       |
| Atromitos Yeroskipou    | 2:6       | Ermis Aradippou       | 2:2      | 0:4       |
| Onisilos Sotira         | 1:3       | Aris Limassol         | 1:2      | 0:1       |

## 2. Runde
In dieser Runde stiegen die vier Vereine ein, die sich in der letzten Saison für das Halbfinale qualifizierten (APOP Kinyras Peyias, AEL Limassol, APOEL Nikosia, Apollon Limassol). Ab dieser Runde wurden die Paarungen ohne Einschränkungen gelost.
|                       | Gesamt |                       | Hinspiel | Rückspiel |
| --------------------- | ------ | --------------------- | -------- | --------- |
| Ermis Aradippou       | 4:2    | Enosis Neon Paralimni | 4:0      | 0:2       |
| Anorthosis Famagusta  | 7:2    | AO Agia Napa          | 6:0      | 1:2       |
| APOP Kinyras Peyias   | 6:5    | AE Paphos             | 4:1      | 2:4       |
| Aris Limassol         | 1:0    | AEK Larnaka           | 0:0      | 1:0       |
| APEP Pitsilia         | 2:1    | Doxa Katokopia        | 1:1      | 1:0       |
| AEL Limassol          | 2:1    | Omonia Nikosia        | 0:1      | 2:0       |
| Nea Salamis Famagusta | 1:2    | Apollon Limassol      | 1:0      | 0:2       |
| APOEL Nikosia         | 4:2    | Ethnikos Achnas       | 0:2      | 4:2 n. V. |

## Viertelfinale
|                  | Gesamt |                      | Hinspiel | Rückspiel |
| ---------------- | ------ | -------------------- | -------- | --------- |
| APEP Pitsilia    | 0:2    | AEL Limassol         | 0:0      | 0:2       |
| Aris Limassol    | 2:1    | APOP Kinyras Peyias  | 1:1      | 1:0       |
| APOEL Nikosia    | 6:0    | Ermis Aradippou      | 5:0      | 1:0       |
| Apollon Limassol | 6:3    | Anorthosis Famagusta | 3:1      | 3:2       |

## Halbfinale
|               | Gesamt |                  | Hinspiel | Rückspiel |
| ------------- | ------ | ---------------- | -------- | --------- |
| APOEL Nikosia | 2:0    | Aris Limassol    | 0:0      | 2:0       |
| AEL Limassol  | 0:2    | Apollon Limassol | 0:1      | 0:1       |

## Finale
| Paarung          | Apollon Limassol – APOEL Nikosia |
| Ergebnis         | 2:1 (1:1) |
| Datum            | 15. Mai 2010 |
| Stadion          | GSZ-Stadion, Larnaka |
| Zuschauer        | 12.000 |
| Schiedsrichter   | Roberto Rosetti ( Italien) |
| Tore             | 1:0 Moustapha Bangura (1.) 2:0 Marcin Żewłakow (23.) 2:0 Georgos Merkis (71.) |
| Apollon Limassol | Aleš Chvalovský – Antonio Pedro de Brito Lopes, Gonzalo Segares, Giorgos Merkis, Thiago Sales, Waheed Oseni – Daniel Quinteros Andreas Avraam (80. Samuel Neva), Antonio Núñez – Moustapha Bangura (89. Andreas Stavrou), Aldo Adorno (76. Valentino Lai) Cheftrainer: Slobodan Krčmarević ( Serbien) |
| APOEL Nikosia    | Dionysis Chiotis – Chrysis Michael (80. Jean Paulista), Joost Broerse (87. Márcio Ivanildo da Silva), Nuno Morais, Altin Haxhi (80. Nektarios Alexandrou), Christos Kontis – Helio Pinto, Kamil Kosowski, Constantinos Charalambidis – Savvas Poursaitidis, Marcin Żewłakow                           |